# نیکولای گوساکوف
نیکولای گوساکوف (روسی: Никола́й Гусако́в؛ ۱۴ مهٔ ۱۹۳۴ – ۱۴ دسامبر ۱۹۹۱)از برندگان مدال‌های بازی‌های المپیک اهل اتحاد جماهیر شوروی سوسیالیستی بود.